# Peter Patzak
Peter Patzak (Viena, 2 de enero de 1945 – Krems an der Donau, 11 de marzo de 2021) fue un director de cine austríaco, artista interdisciplinario que se dedicó al cine después de estudiar historia del arte, psicología y pintura. 

## Biografía
Patzak era hijo de un oficial de policía con el grado de mayor, según determinó con motivo de la presentación de la película Kottan ermittelt: Rien ne va plus en Gartenbaukino de Viena en el programa de televisión Seitenblicke.
Como pintor, en 1962 expuso por primera vez después se mostraron sus cuadros desde Basilea hasta Nueva York; en 1996 se pudo visitar una retrospectiva de Peter Patzak (obras del 1961 a 1996) en Saarland Künstlerhaus. En 2005, una de sus obras se subastaron en eBay en beneficio del Fondo Hermann Gmeiner de Alemania.
De 1968 a 1970 trabajó en Nueva York. Después de volver a Viena, hizo su debut en el cine con el largometraje Die Situation (1972). Peter Patzak también dirigió numerosas películas de televisión; le hizo famoso la parodia de la película policiaca Kottan ermittelt, producida para la ORF durante siete años desde 1976. En 1978 presentó una aclamada adaptación cinematográfica de Das Einhorn de Martin Walser, donde el mismo Walser trabajó con el guion y posteriormente elogió la adaptación.
Como director recibió numerosos galardones como el premio al director a la Biennal de Venecia, el premio Max Ophüls, el premio Adolf Grimme, el Golden Romy, el premio del Festival de Cine de Berlín y el premio UNESCO. Su película Kassbach – Ein Porträt participó en el 29ª Festival Internacional de Cine de Berlín y Wahnfried fue proyectada fuera de competición en el Festival Internacional de Cine de Cannes. En 1997 dirigió Shanghai 1937, adaptación de la novela de Vicki Baum Hotel Shanghai que participó al 20º Festival Internacional de Cine de Moscú.
Desde 1993 impartía clases de dirección en la Academia de Cine de Viena. Como actor, participó principalmente en producciones televisivas austríacas y en cameos en sus propias películas.

## Filmografía selecta
- Die Situation (1974)
- Parapsycho - Spektrum der Angst (1975)
- Kottan ermittelt (1976–1983, serie de televisión)
- Zerschossene Träume (1976)
- Das Einhorn (1978, basada en la novela de Martin Walser)
- Santa Lucia (1979,telefilm)
- Kassbach – Ein Porträt (1979)
- Den Tüchtigen gehört die Welt (1982)
- Tramps (1983)
- Tiger – Frühling in Wien (1984)
- Die Försterbuben (1984, telefilm basado en la novela de Peter Rosegger)
- Wahnfried (1986, película sobre Richard Wagner)
- Der Joker (1987)
- Camillo Castiglioni oder die Moral der Haifische (1988, telefilm sobre Camillo Castiglioni)
- Killing Blue (1988)
- Frau Berta Garlan (1989, telefilm basat en la novel·la de Arthur Schnitzler)
- Gavre Princip – Himmel unter Steinen (1990, telefilm sobre Gavrilo Princip, basado en la novela de Hans Koning)
- Lex Minister (1990)
- St. Petri Schnee (1991, telefilm, basado en la novela de Leo Perutz)
- Rochade (1992, telefilm, basado en la novela de Ladislav Mňačko)
- Im Kreis der Iris (1992, telefilm, basado en una historia de Franz Nabl)
- Das Babylon Komplott (1993, telefilm)
- 1945 (1994, telefilm)
- Tödliche Besessenheit (1994, telefilm)
- Jenseits der Brandung (1995, telefilm)
- Brennendes Herz (1996, basado en les memorias de Gustav Regler)
- Shanghai 1937 (1997, telefilm, basado en la novela de Vicki Baum)
- Mörderisches Erbe (1998, telefilm)
- Schmetterlingsgefühle (1998, telefilm)
- Sweet Little Sixteen (1999, telefilm)
- Die Entführung (1999, telefilm)
- Gefangen im Jemen (1999, telefilm)
- Der Mörder in dir (2000, telefilm)
- Denk ich an Deutschland  – Adeus und Goodbye (2001, serie documental)
- Die achte Todsünde: Toskana-Karussell (2002, telefilm)
- Die Wasserfälle von Slunj (2002, telefilm, basado en la novela de Heimito von Doderer)
- Herz ohne Krone (2003, telefilm)
- Verliebte Diebe (2003, telefilm)
- Sternzeichen (2003)
- Rufer, der Wolf (2005, telefilm)
- Rien ne va plus (2010)